# 재닌 터너

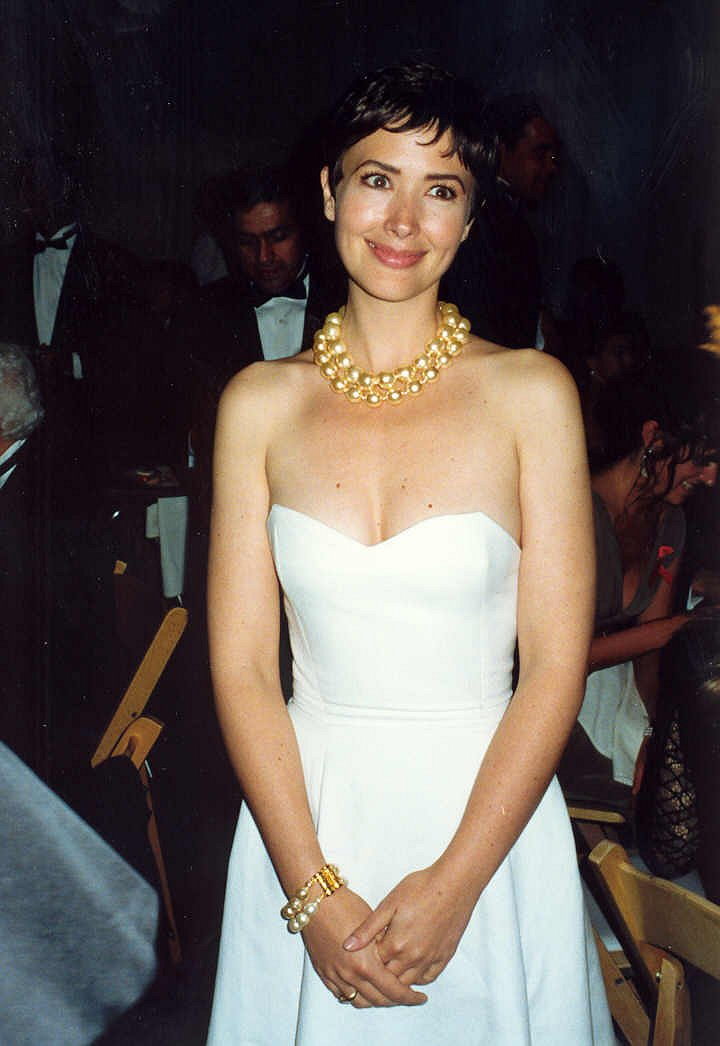

저닌 터너(Janine Turner, 영어 발음: /dʒə'nin/, 1962년 12월 6일 ~ )는 미국의 배우, 라디오 DJ, 모델, 언론인, 각본가, 영화 제작자이다.
링컨에서 태어났다.

## 출연 작품
- 솔러스 (2015년) - 엘리자베스 클랜시 역
- 1 메시지 (2011년)
- 어 폰더 하트 (2011년)
- 블랙 위도우 (2010년)
- 매기스 페시즈 (2009년)
- 미라클 독스 투 (2006년) - 폴라 웰스 역
- 더 나이트 오브 더 화이트 팬츠 (2006년)
- 닥터 T (2000년)
- 페이탈 바이러스 (1999년)
- 지옥의 저주 (1997년)
- 비버는 해결사 (1997년)
- 태양의 전사 (1997년)
- 클리프행어 (1993년) - 제시 데이건 역
- 앰브런스 (1990년)
- 철목련 (1989년) - 낸시 역
- 공포의살인원숭이 (1988년)
- 타이판 (1986년)

### 텔레비전
- 프라이데이 나잇 라이츠 3
- 스트롱 메디신 시즌1
- 알래스카의 빛 (1990년)
- 달라스 (1978년)